# Grand bain de Mohenjo-daro
Le Grand Bain est l'une des structures les plus connues parmi les ruines de l'ancienne civilisation de la vallée de l'Indus à Mohenjo-daro dans la province du Sind, au Pakistan,.
Les données archéologiques indiquent que la Grande salle des bains a été construite dans le courant du IIIe millénaire av. J.-C., juste quelque temps après l'élévation de la colline « citadelle » au pied duquel elle est située.

## Caractéristiques
Les grands bains de Mohenjodaro sont réputés pour être le « premier réservoir d'eau public de l'Antiquité ». Il mesure 11,88 mètres sur 7,01 mètres, et a une profondeur maximale de 2,43 mètres. Deux larges escaliers, l'un au nord et un du sud, servent d'entrée à la structure. Une margelle de 1 mètre de large et de 40 centimètres de haut est présente à l'extrémité de ces escaliers.
Un trou a également été trouvé à l'une des extrémités de la piscine qui pourrait avoir été utilisé pour drainer l'eau au sein de celle-ci. Le fond de la cuve est étanche à l'eau en raison d'un appareillage fin de briques d'argile et de plâtre et les murs ont été construits de manière similaire. Pour rendre le réservoir encore plus étanche, une épaisse couche de bitume imperméable à l'eau a été posée le long de la paroi de la piscine et sans doute aussi au sol. Des colonnades de brique ont été découvertes sur les bords est, nord et sud. Les colonnes préservées étaient renforcées aux angles de sorte qu'elles ont dû supporter des panneaux en bois, des écrans ou des cadres de fenêtre. Deux grandes portes de plomb conduisent dans le complexe du sud et d'autres accès étaient au nord et à l'est. Une série de chambres étaient situées sur la bordure orientale de l'édifice et l'une d'elles peut avoir servi à fournir une partie de l'eau nécessaire pour remplir le réservoir. L'eau de pluie peut aussi avoir été collectée à cette fin, mais aucun drain d'entrée n'a été trouvé. Il y avait une longue piscine de baignade construite avec des briques imperméables à l'eau.
La plupart des spécialistes s'accordent à dire que ce réservoir aurait été utilisé pour des fonctions religieuses, où l'eau a été utilisée pour purifier et renouveler le bien-être des baigneurs.

### Collège de Prêtres
De l'autre côté de la rue, il y avait un grand bâtiment composé de plusieurs chambres et de trois terrasses, avec deux escaliers menant au toit et à l'étage supérieur ; et compte tenu de la taille et de la proximité des bains, ce bâtiment est provisoirement appelé maison du/des prêtres et étiquetée comme « collège de prêtres ».

## Découverte
L'édifice a été découvert, en 1926, lors de fouilles archéologiques.

## Représentations
- Le site de Mohenjo-daro est représenté dans la roupie pakistanaise de 20 Rs.
- Le Grand bain de Mohenjo-daro peut être construit comme merveille mondiale dans le jeu vidéo Civilization VI (2016).